# Verolengo
Verolengo là một đô thị ở tỉnh Torino trong vùng Piedmont, có vị trí cách khoảng 25 km về phía đông bắc của Torino, nước Ý. Tại thời điểm ngày 31 tháng 12 năm 2004, đô thị này có dân số 4.647 người và diện tích là 29,2 km².
Đô thị Verolengo có các frazioni (các đơn vị trực thuộc, chủ yếu là các làng) Arborea, Borgo Revel, Busignetto, và Casabianca.
Verolengo giáp các đô thị: Saluggia, Rondissone, Chivasso, Crescentino, Torrazza Piemonte, Brusasco, Monteu da Po, San Sebastiano da Po, và Lauriano.